# Templo del Inmaculado Corazón de María
El Templo del Inmaculado Corazón de María, también conocido como el Templo Inmaculado es una iglesia ubicada en el centro de la ciudad de León, Guanajuato. Su estilo es gótico catalán. La construcción se inició en junio de 1901 y se concluyó en 1906, lo que lo hace ser uno de los últimos templo construidos en el Porfiriato.

## Historia
La Iglesia del Inmaculado Corazón de María fue edificada en 1901 sobre lo que era el templo construido en 1723 por los jesuitas llamado “Compañía Vieja”  también conocido con el nombre de “Santa Escuela”. El templo de la Compañía Vieja fue construido en un terreno donado por los hermanos del Juez eclesiástico de León de ese momento, Nicolás Aguilar y Ventosillo.
La primera iglesia tenía una nave, una pequeña torre y una capilla que fue en donde la Madre Santísima de la Luz se asentó, llegada a la ciudad el 2 de julio de 1732. Esta primera construcción no fue del gusto de muchas personas, ya que era muy simple y se dañó en muy poco tiempo, por lo que en 1744 comenzó la construcción de la “Compañía Nueva”, lo que es hoy la Catedral Basílica de León. Con la expulsión de los jesuitas en 1767 y la construcción del nuevo templo, la Santa Escuela fue descuidada.

### Llegada de los Misioneros
En febrero de 1895 los Misioneros Hijos del Inmaculado Corazón de María o Claretianos como son conocidos popularmente visitaron la ciudad de León; el entonces Obispo, Mons. Tomás Barón y Morales les concedió permiso de permanecer en la diócesis, por lo que trasladaron la Archicofradía del Inmaculado Corazón de María del templo de los Ángeles a la “Santa Escuela”. Al ver el estado en el que se encontraba la antigua iglesia construida por los jesuitas comenzaron los intentos por conseguir aprobación del Obispo Tomás Barón y Morales para derrumbar el viejo templo con el objetivo de crear uno nuevo en ese mismo terreno. Sin embargo, Barón falleció el 13 de enero de 1898, por lo que todo intento de demolición se detuvo.
Finalmente en mayo de 1901 el nuevo prelado, Mons. Leopoldo Ruiz y Flores dio la autorización de construir un nuevo templo sobre la “Compañía Vieja”.

## Construcción

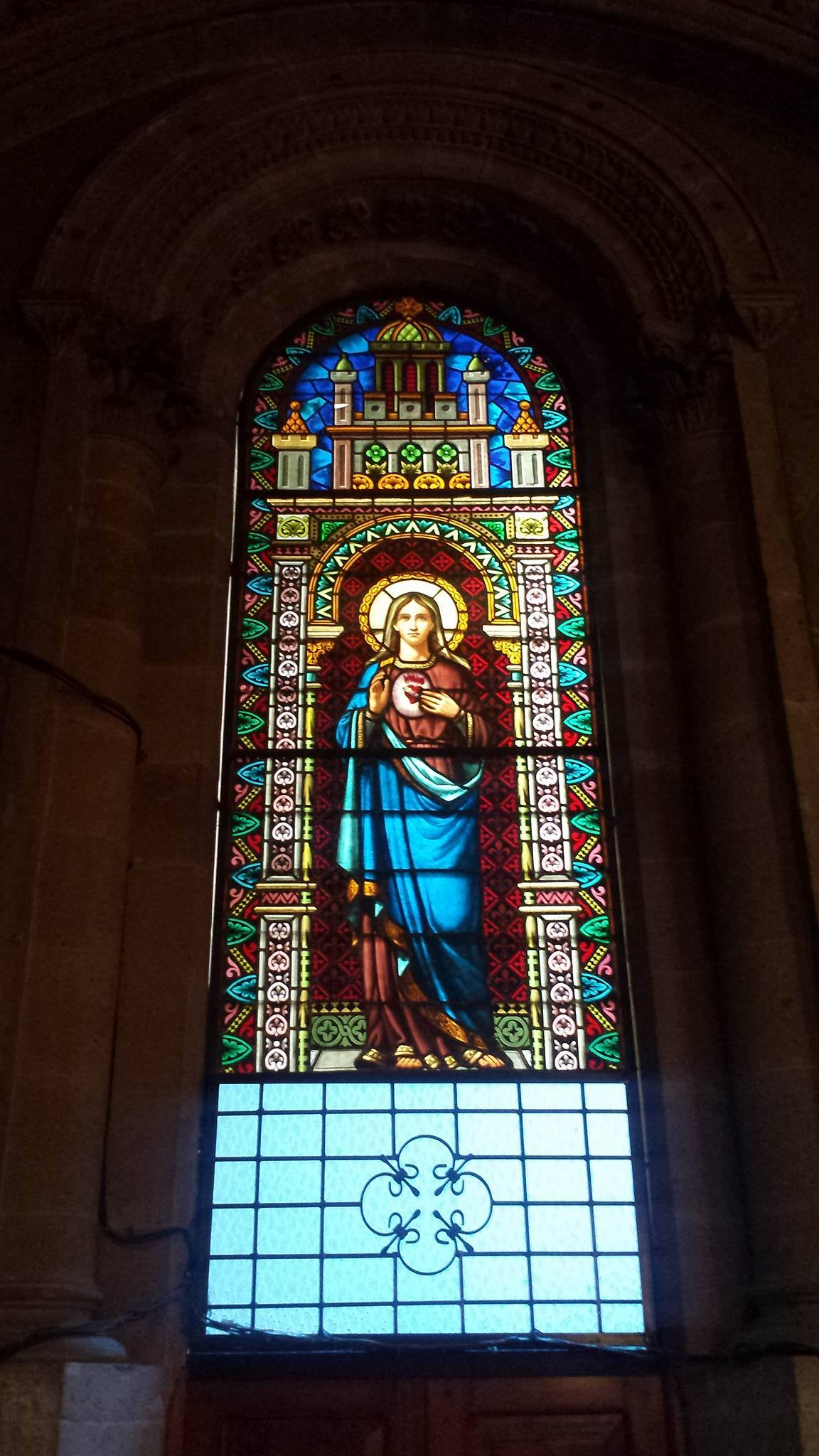
Vitral interior del Templo

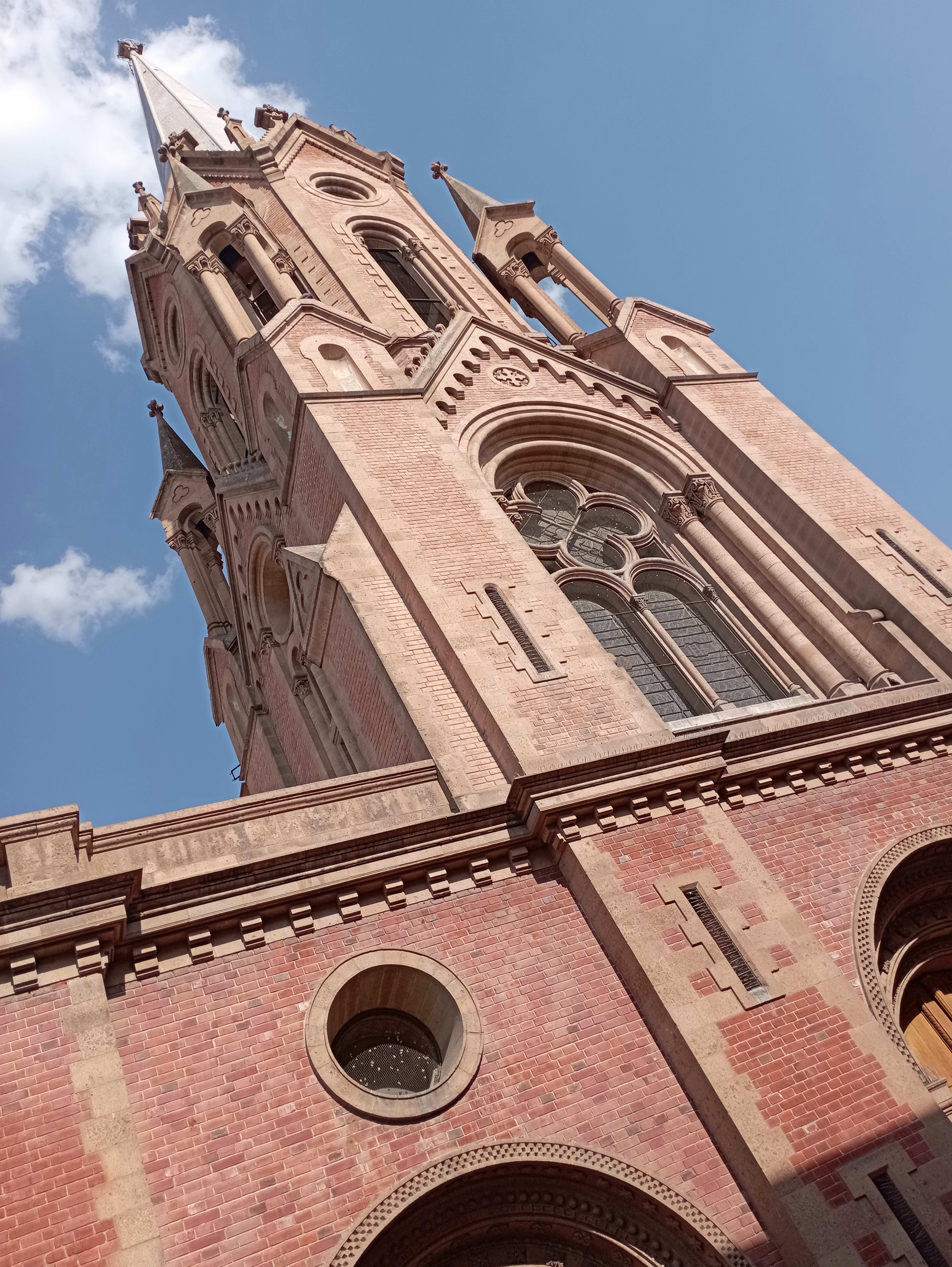
Aguja del Templo terminada

Para la construcción de la iglesia se consultó a diversos arquitectos, después de analizar las diferentes proposiciones de algunos arquitectos, se eligió el plan del ingeniero Antonio Madrazo.  El ingeniero comenzó la obra y la continuó hasta que en cierta altura de la construcción del recinto, se notó que los capiteles de las columnas estaban rotos. Madrazo dejó de la obra en ese momento, por lo que se buscó a otros arquitectos que pudieran resolver el problema.
Después de que el arquitecto Antonio Anza, revisara la obra y no diera ninguna proposición o dictamen, Luis Long fue el elegido para continuar la obra del templo. Este último logró dar solidez a la obra cambiando algunos de los apoyos que se utilizaron al principio de la obra y concluyó el proyecto agregándole al plano una torre. Aunque la aguja del templo quedó inconclusa en 1906, se dio como concluida la obra.

### Interior
Para el decorado, el Padre Sisó encargó en 1904 a varios pintores algunos diseños, entre ellos Federico Ortiz Pedroza y Nicolás González Caballero. Finalmente, el elegido el segundo de estos.
El altar mayor se labró en mármol de Carrara y se encargaron a Barcelona los vitrales que son de la Santísima Virgen, para las ventanas.
El templo cuenta con unas catacumbas, como se llaman en la localidad a los sótanos en donde se depositan los restos mortales de quienes así lo desean, que al ser de principios del siglo XX, son unas de las más antiguas en la ciudad de León.

### Conclusión de la Torre
El arquitecto Luis Long, había propuesto en 1904 el estilo de la aguja del recinto, que consistía en una aguja con forma de pirámide y tres ventanas. La idea del arquitecto consistían con una estructura de acero galvanizado cubierta de láminas galvanizadas corrugadas, con crestas decorativas en las esquinas del octágono.  
Sin embargo, la aguja no fue colocada en el momento de la construcción, sino hasta 1953 siguiendo el modelo del arquitecto.